# 巴川 (静岡県)
巴川（ともえがわ）は、静岡市葵区、駿河区、清水区を流域とする二級河川。二級水系巴川の本流である。

## 概要
静岡県静岡市葵区北の麻機地区（新静岡インターチェンジ付近）に源を発し、清水区市街地を貫流して清水港に注ぐ。二級河川としての起点は静岡県静岡市葵区北字才光寺1464番地。それより上流側は普通河川の「才光寺沢川」。全長は17.98 km。
流域面積の約3割は標高10 m以下の低平地で構成され、河床縦断勾配が1/250 - 3,500程度ととても緩やかなため、水はけが悪く、周辺の土地では氾濫や内水たん水が起こり易い地形をなしている。
明治39年（1906年）から大正3年（1914年）にかけ、巴川水害予防組合・土地改良区によって巴川改修工事がおこなわれ、長尾川合流部から稚児橋までの河道が直線化された。旧河道（旧巴川）は三日月湖として残り貯木場や養魚池として利用されたが、現在は多くが埋め立てられた。

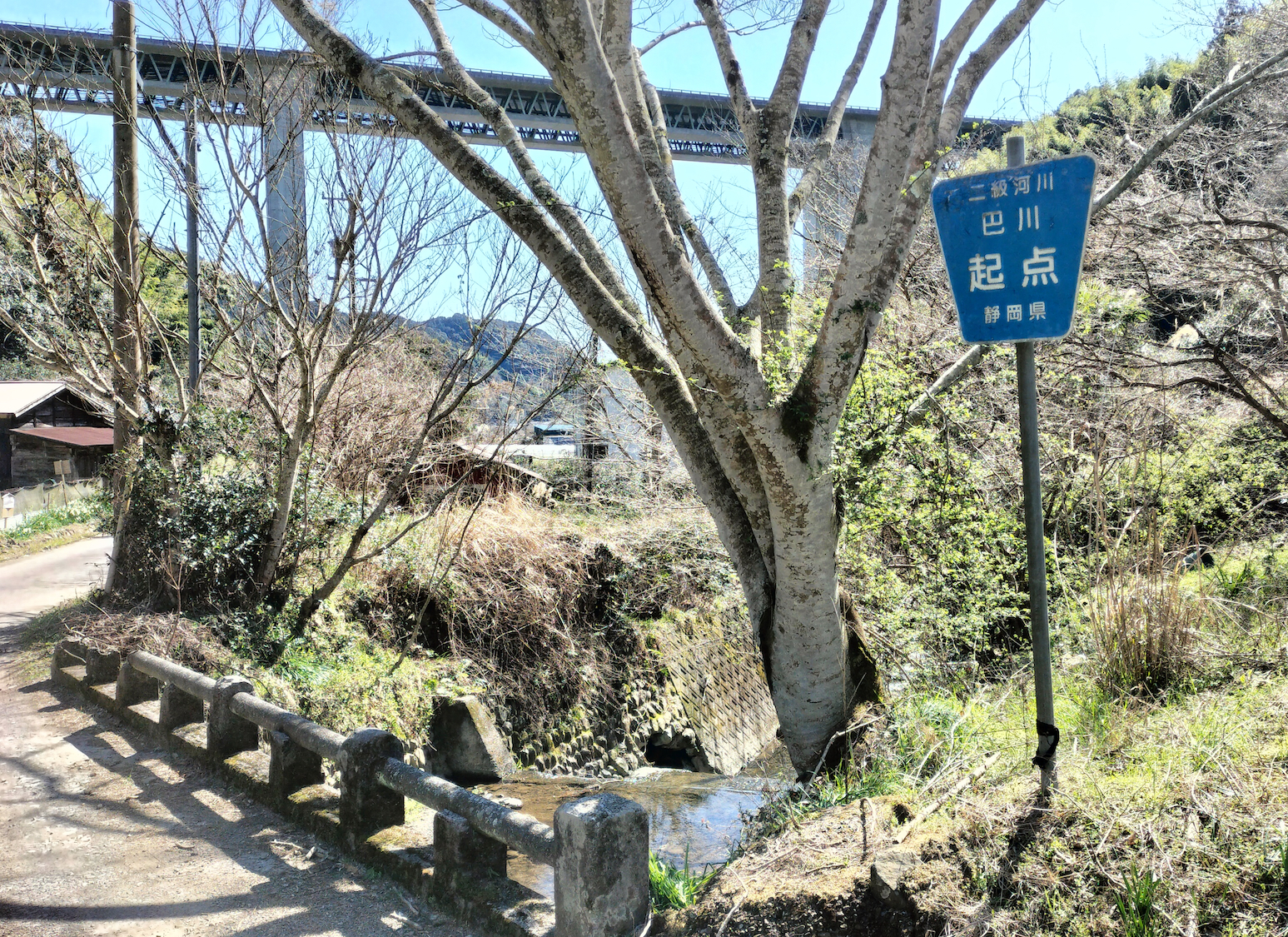
巴川管理起点（静岡市葵区北）

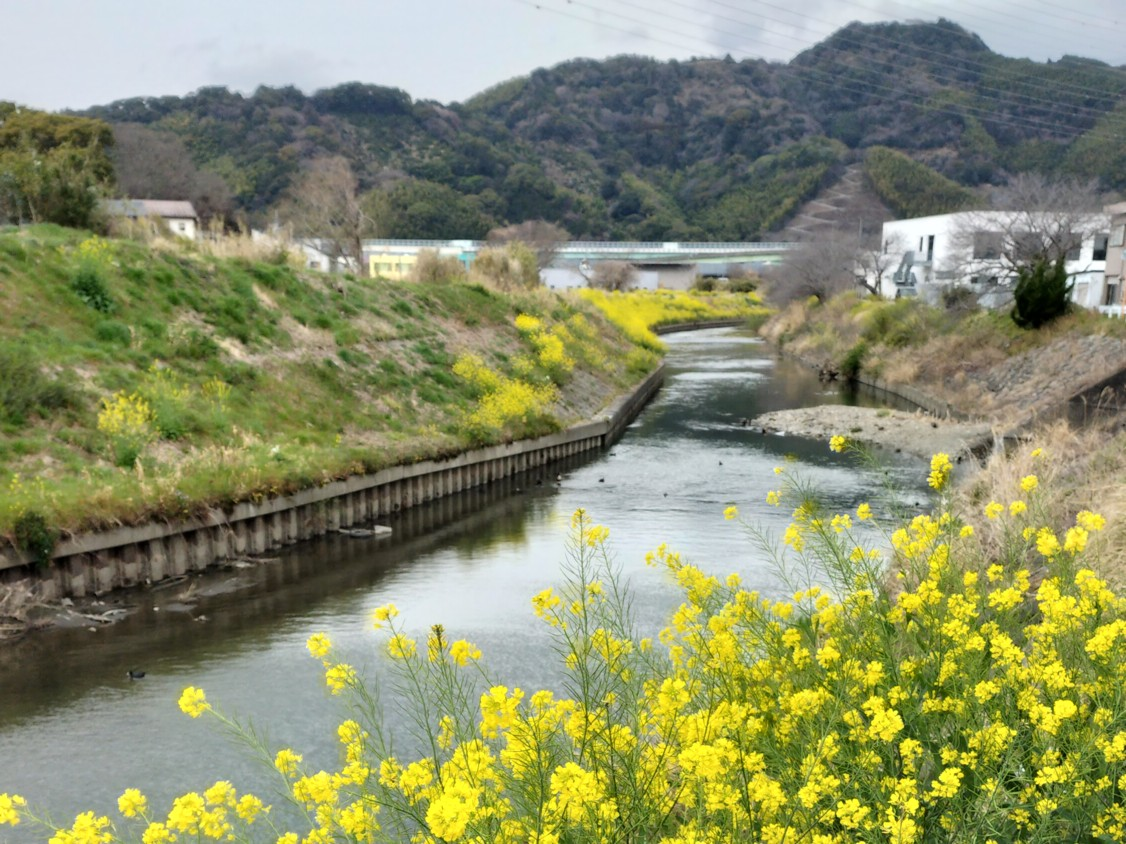
草薙川合流点付近（静岡市清水区楠）

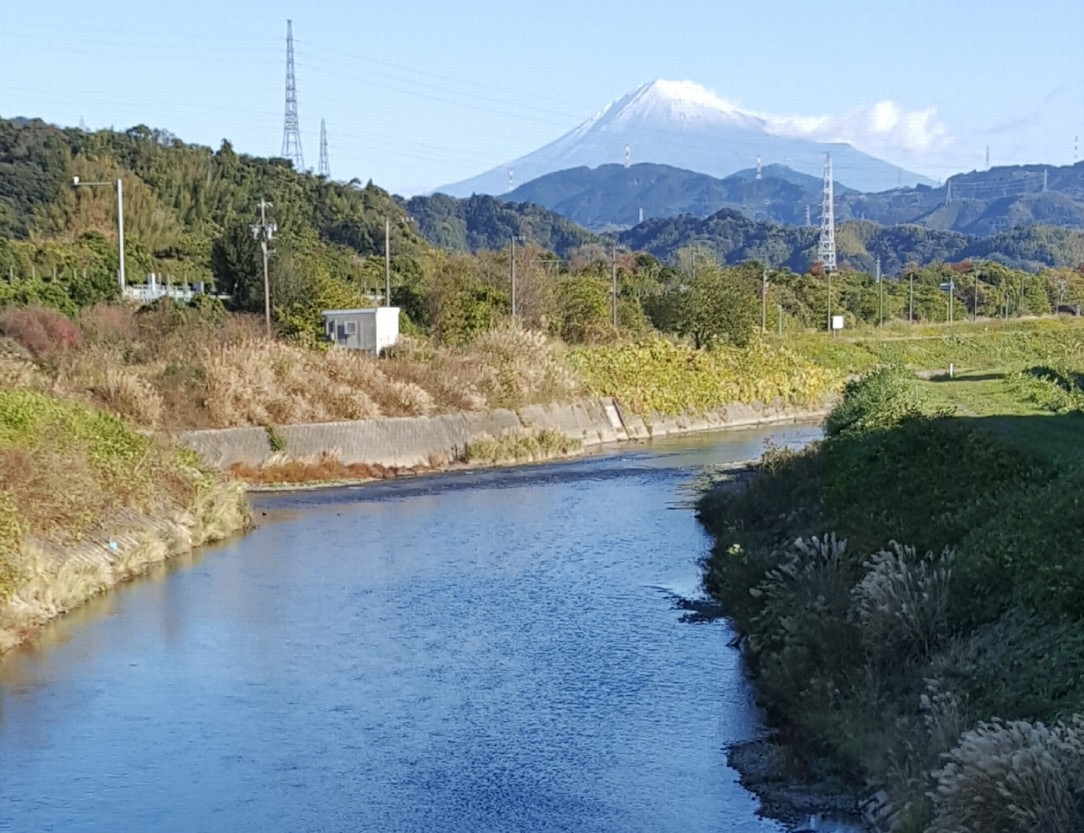
長崎橋から富士山を望む（静岡市清水区長崎）

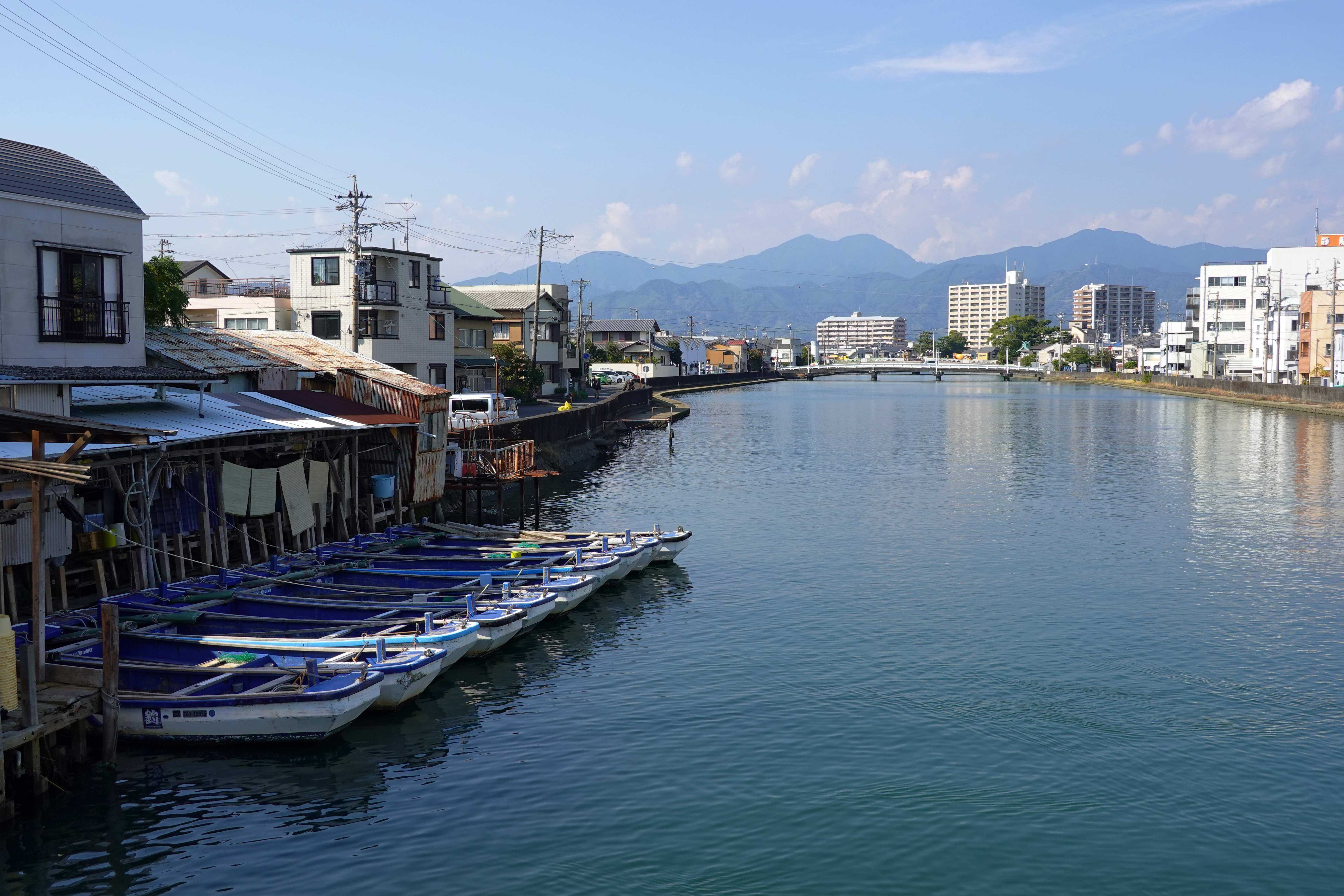
港橋にて（静岡市清水区港町）

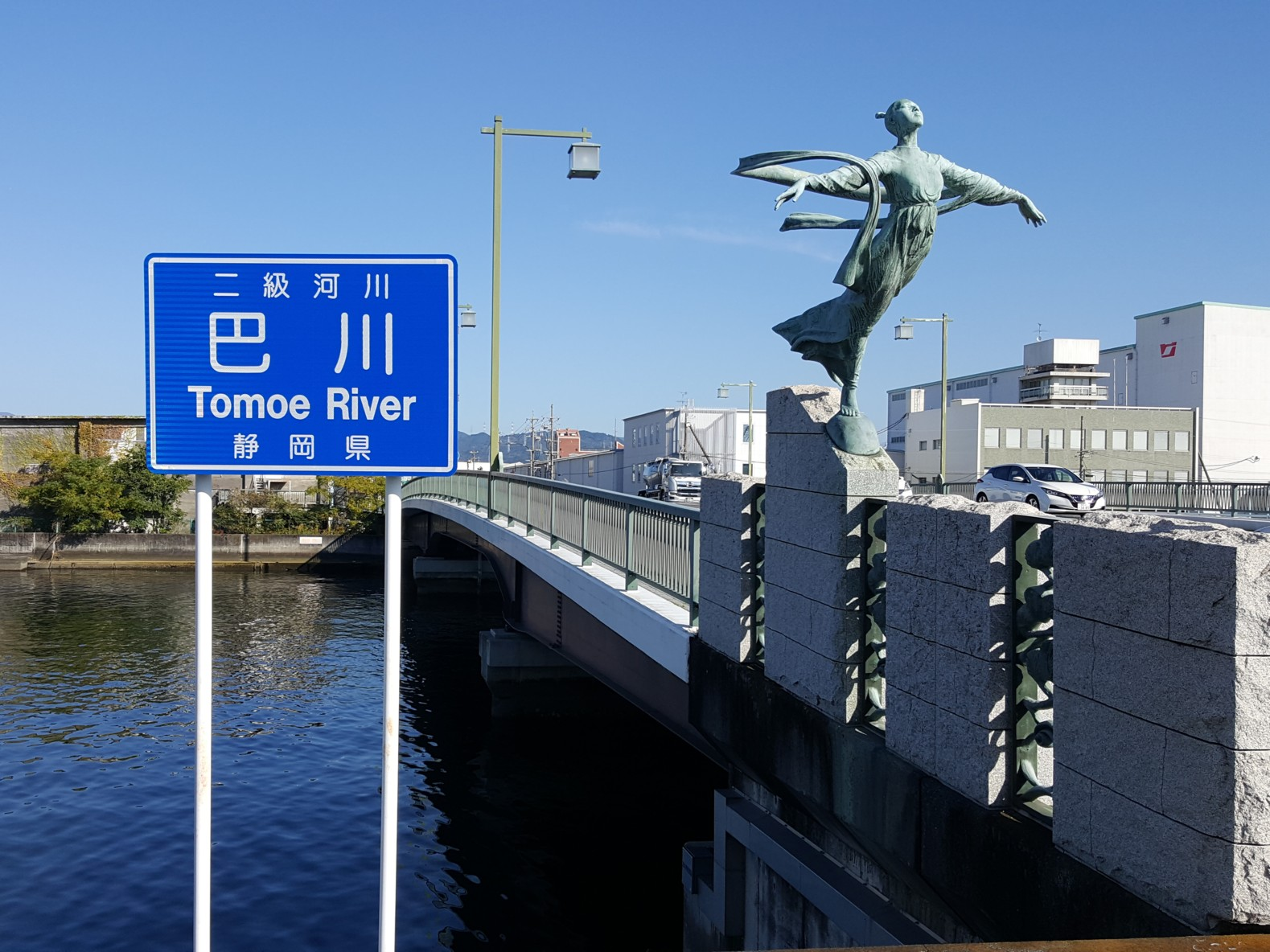
河口にかかる羽衣橋（静岡市清水区幸町）

## 沿革
- 有史以前 - 巴川流域は深い入り江だった（古麻機湾）。
- 近世以前 - 天然の良港だった清水港と巴川河口部は江尻湊と呼ばれ、駿府城のある静岡平野までの水運として活用されていた。
- 1570年（永禄13年） - 駿河侵攻を果たした武田氏によって巴川沿いに江尻城が築城される。
- 1611年（慶長16年） - 初めて橋が架けられる（稚児橋）。
- 1971年（昭和46年）4月1日 - 二級河川に指定。
- 1973年（昭和48年） - 灯籠流しが中止となる。川の汚染がひどくなることを理由にしたもの[3]。
- 1974年（昭和49年）7月7日 - 七夕豪雨発生。死者27名、全壊・流出家屋数32戸、床上浸水11,981戸、床下浸水14,143戸（安倍川も含む）[4]。
- 1999年（平成11年）5月 - 大谷川放水路が完成。大谷川、小鹿沢川等が分流された。
- 2003年（平成15年）7月 - 平成15年7月豪雨。806戸、主要幹線道路が浸水[4]。
- 2004年（平成16年）6月 - 平成16年6月豪雨。383戸、主要幹線道路が浸水[4]。
- 2005年（平成17年）7月 - 梅雨前線豪雨により、103棟の家屋が浸水[5]。
- 2009年（平成21年）4月1日 - 特定都市河川浸水被害対策法に定める｢特定都市河川流域｣に指定された。
- 2014年（平成26年）10月6日 - 台風18号により、1,500棟以上の家屋が浸水。翌年7月、「巴川流域における浸水被害軽減に向けた行動計画」が策定された[5]。
- 2019年（令和元年）10月 - 台風19号により、22棟の家屋が浸水[5]。
- 2020年・2021年（令和2年・3年） - 清水巴川灯ろうまつりが中止となる。新型コロナウイルス感染拡大の状況を踏まえたもの[6]。
- 2022年（令和4年）9月 - 台風15号により、23日午後10時45分に「氾濫危険水位」に達した[7]。一部地域では水が堤防を越え床上浸水被害が発生した[8]。この台風の影響で静岡市で断水になった地域があり、海上保安庁が25日朝から、清水区日の出町の河口岸壁で、巡視船による給水活動を行った[9]。

## 支流
下流側から順に記載する。静岡県が管理する二級河川を通常背景色、静岡市が管理する二級準用河川を灰色配色とする。
| 河川               | よみ                   | 次数    | 管理者        | 主な経過地                 | 河川延長 （km） | 備考                 |
| ------------------ | ---------------------- | ------- | ------------- | -------------------------- | --------------- | -------------------- |
| 巴川               | ともえがわ             | 本川    | 静岡県        | 静岡市清水区・駿河区・葵区 | 17.98           |                      |
| 常念川             | じょうねんがわ         | 1次支川 | 静岡市        | 静岡市清水区               | 1.47            |                      |
| 大沢川             | おおさわがわ           | 1次支川 | 静岡県        | 静岡市清水区               | 4.1             |                      |
| 谷津沢川           | やつざわがわ           | 2次支川 | 静岡市        | 静岡市清水区               | 1.26            |                      |
| 山原川             | やんばらがわ           | 1次支川 | 静岡県        | 静岡市清水区               | 2.9             |                      |
| 和田川             | わだがわ               | 1次支川 | 静岡市        | 静岡市清水区               | 2.33            |                      |
| 旧巴川             | きゅうともえがわ       | 1次支川 | 静岡市        | 静岡市清水区               | 0.48            |                      |
| 薬師沢川（薬師沢） | やくしざわがわ         | 1次支川 | 静岡市        | 静岡市清水区               | 1.01            |                      |
| 塩田川             | しおたがわ             | 1次支川 | 静岡県        | 静岡市清水区               | 3               |                      |
| 四方沢川           | よもざわがわ           | 1次支川 | 静岡市        | 静岡市清水区               | 1.87            |                      |
| 継川               | ままがわ               | 1次支川 | 静岡県        | 静岡市清水区・葵区         | 3.3             |                      |
| 瀬名新川           | せなしんかわ           | 次支川  | 静岡県        | 静岡市清水区・葵区         | 1.03            |                      |
| 長尾川             | ながおがわ             | 1次支川 | 静岡県        | 静岡市清水区・駿河区・葵区 | 8.87            |                      |
| 則沢川             | そくさわがわ           | 2次支川 | 静岡県        | 静岡市葵区                 | 1.5             |                      |
| 草薙川             | くさなぎがわ           | 1次支川 | 静岡県        | 静岡市清水区               | 3.85            |                      |
| 吉田川             | よしだがわ             | 1次支川 | 静岡県        | 静岡市駿河区               | 4.1             |                      |
| 大谷川放水路       | おおたにがわほうすいろ | 1次支川 | 静岡県        | 静岡市葵区・駿河区         | 6.3             | 分流                 |
| 大慈悲院川         | だいじひいんがわ       | 2次支川 | 静岡県        | 静岡市駿河区               | 2.9             |                      |
| 小鹿沢川           | おじかざわがわ         | 2次支川 | 静岡県        | 静岡市駿河区               | 0.98            |                      |
| 大谷川             | おおたにがわ           | 2次支川 | 静岡県        | 静岡市駿河区               | 0.62            |                      |
| 長沢川             | ながさわがわ           | 2次支川 | 静岡県 静岡市 | 静岡市駿河区               | 1.77            | 上流部は二級準用河川 |
| 大正寺沢川         | だいしょうじざわがわ   | 2次支川 | 静岡県        | 静岡市駿河区               | 1.6             |                      |
| 安東川             | あんどうがわ           | 1次支川 | 静岡市        | 静岡市葵区                 | 2.13            |                      |
| 浅畑川             | あさばたがわ           | 1次支川 | 静岡県        | 静岡市葵区                 | 1.37            |                      |
| 七曲川             | ななまがりがわ         | 1次支川 | 静岡県        | 静岡市葵区                 | 1.12            |                      |
| 猿田川             | さるたがわ             | 1次支川 | 静岡市        | 静岡市葵区                 |                 |                      |